# Повстання майотенів

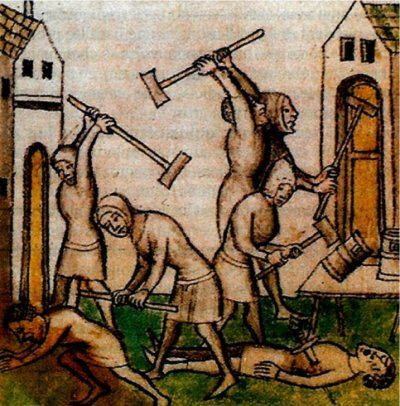
Повстання майотенів. Гравюра з «Вігілій Карла VII», приблизно 1461 рік

Повстання майотенів, або молотобійців (фр. maillet — бойовий молот, що слугував основною зброєю повстанців) — повстання 1382 року в Франції, одна з подій руху проти надмірного податкового гніту, характерного для країни під час правління регентів неповнолітнього Карла VI. Повстання почалося під впливом перемоги гентців під керівництвом Філіпа ван Артевелде і завершилося поразкою. Попри те, що повстання було придушене, і більшість з його учасників було страчено, уряд при Карлі VI був змушений на 25-30 років відмовитись від спроб подальшого підвищення податків. Сучасники називали учасників повстання «maillets», слово «майотени» («мальотени», maillotins) увійшло до вжитку з початку XVI століття..

## Причини

### Економічний стан Франції в середині та кінці XIV століття
Характерний для пізнього Середньовіччя бурхливий розвиток товарно-грошових відносин дедалі більше стимулював у містах розвиток ремесел та розшарування цехових організацій на "старші" (багаті) цехи, серед яких особливо виділялись сукнарі й м'ясники, та "молодші", що аж ніяк не володіли привілеями та багатством "старших". Всередині самих цехів також посилювалися протиріччя між верхівкою, майстрами, та підмайстрами, що продовжували втрачати права й переходили у стан найманих робітників. Збільшена кількість грошової маси та можливість за гроші задовольняти практично будь-які потреби також зіграла роль у зменшенні участі правлячих класів в управлінні своїми маєтками. Серед вищого класу посилювалась погоня за грошима, намагання наслідувати пишноти королівського двору та багатих феодалів. Крім того, зростала вартість лицарських обладунків і спорядження, необхідних для ведення бойових дій..
Вихід зі становища шукали в першу чергу в локальних війнах та грабунках населення сторони супротивника. Тому ж сприяла війна, що згодом отримала назву Столітньої. Гонитва за грошима призвела до масового звільнення населення з-під кріпосної залежності (що навіть нав'язувалось сеньйорами силоміць, за великий грошовий викуп) і переповнення міст жебраками та напівжебраками, що жили за рахунок випадкових заробітків або чорної роботи у ролі челяді, вантажників, візників тощо.
Чорна смерть, що прокотилася країною 1348 року, і епідемія чуми 1363 року зменшили як міське, так і сільське населення, внаслідок чого виникла нестача робітників. Заробітна платня почала зростати, більш того, дрібний люд вже міг торгуватися з працедавцями, змушуючи брати до уваги власні інтереси. Проте, побічним результатом зростання зарплатні виявився ріст цін на продукти харчування та товари першої необхідності, у результаті чого, здобувши перемогу в правах та свободах, чернь аж ніяк не могла змінити свого матеріального становища. Також, відчуваючи, що влада вислизає з рук, феодальні князі намагались здобути верх над черню, поступово посилюючи податкове ярмо, що, в результаті, спричинило серію міських та сільських бунтів проти  фіску, одним з яких і стало повстання майотенів у Парижі.

### Протистояння феодального та міського самоврядування
Сучасні дослідники, зокема, Е. Кроу, вважають, що політичними причинами повстання були протиріччя між інтересами міщан, які вимагали свободи від гніту світських та церковних феодалів, і зазіхання влади на міста як на вотчину для збору податків. Спротив королівської та феодальної влади проти встановлення міського самоуправління і спроби зосередити на собі вирішення всіх питань муніципального характеру призвели до того, що фінансова ситуація французького міста стала залежати лише від міцності центрального управління, навіть невеликий збій у цьому механізмі миттєво спричиняв хаос та руйнацію економіки, притому міське населення вбачало в цьому провину правителя, котрий в свою чергу вдавався до терору та переслідувань міщан..

### Політична ситуація
1380 року помер король Карл V Мудрий, якому вдалося досягти успіхів у  внутрішній та зовнішній політиці. Англійців було практично вигнано з країни, їм вдалося втриматись лише в п'яти портах — Шербурі, Бресті, Кале, Бордо і Байонні, тож кінець тривалої війни, названої нащадками Столітньою, здавався близьким та мав, безперечно, увінчатись перемогою французів. Королю вдалось також розгромити й практично знешкодити великі банди найманців, що грабували країну впродовж багатьох років, у результаті чого Франція, вперше за багато років, здобула відносний спокій та змогла поступово розпочати відновлення зруйнованої війною економіки.. Тим часом, останні роки правління Карла Мудрого позначилися податковими занепокоєннями  Лангедоку, причиною яких стало невдоволення грабіжницькою політикою молодшого брата короля, Людовика Анжуйського.
У рік смерті батька спадкоємцю, майбутньому Карлу VI, виповнилося всього лише 11 років, а за заповітом небіжчика, протягом двох років правити мав його другий брат — Жан Берійський. Зажерливого Людовіка Анжуйського, незважаючи на формальне старшинство, було відсторонено від влади, в результаті чого він, як і його супротивники, після смерті короля став таємно збирати в столиці війська. Проте, в той момент їх вдалося примирити, при тому, що обмежені права регента передавалися Людовіку Анжуйському, двом молодшим братам слід було задовольнитися опікою над дітьми покійного короля, у той час як при них створювалася рада з 50 осіб, представників усіх станів, серед яких 12 найбільш наближених мали взяти на себе безпосередню опіку над неповнолітніми.

### Повстання в 1379—1380 роках
В останній рік свого правління Карл V задля продовження війни з англійцями намагався запровадити новий податок — так званий підйомний податок, в результаті чого Лангедок, доведений до відчаю зловживаннями Людовика Анжуйського, вдався до зброї. Повстання спалахнуло у Монпельє, де ремісники та дрібні торгівці увірвалися до ратуші, вчинили розправу над фінансовими чиновниками, що намагалися там сховатись, та вчинили розправу над багатими купцями й дворянами. Спротив поширився на Але, Клермон та Нім. Король зволів поступитися і, навіть після придушення повстання, все ж вирішив ліквідувати новий податок.

### Податкова та фінансова ситуація у 1380—1381 роках
Першим кроком для нового уряду була коронація молодого Карла VI, яку, однак, довелося відкласти через те, що Людовік Анжуйський вдався до шахрайства й привласнив чималу частину королівської скарбниці (як стверджує Жан Фруассар, загальна вартість вкраденого становила астрономічну суму в 17 млн франків. Зокрема, Людовік привласнив  дорогоцінності, що становили недоторканний запас французької корони, їх йому вдалось отримати за допомогою шантажу та погроз стратити скарбничого Філіпа де Савуасі. Гроші були необхідні для оплати найманців, за допомогою яких він сподівався завоювати собі неаполітанську корону, спадкоємцем якої він формально був за бажанням своєї названої матері — Джованни І.
Коронація нового правителя відбулась 3 листопада 1380 року, водночас, за заповітом Карла V, народу було сповіщено про скасування підйомного податку.
Це негайно спричинило супротив опікунів, що мали намір повною мірою скористатися наданою їм можливістю для збагачення; Філіп Бургундський відкрито закликав запровадити нові податки, після чого негайно було затверджено новий податок на двадцяту частину власності, що отримав назву «субсидія».
Фінансова криза продовжувала поглиблюватись, нездарне управління та грабунок скарбниці, що побутували у оточенні молодого короля, зводили нанівець будь-які намагання запобігти цьому. У 1381 році Людовік Анжуйський сім разів збирав Генеральні штати, намагаючись домогтися згоди трьох станів на впровадження нових податків, але всі ці намагання неодмінно стикалися зі спротивом депутатів, які раз у раз зазначали, що будь-яка спроба діяти таким чином спричинить народну незгоду з непередбачуваними наслідками.